# قانون اساسی جمهوری آذربایجان
قانون اساسی جمهوری آذربایجان (ترکی آذربایجانی: Azərbaycan konstitusiyası) در ۱۲ نوامبر ۱۹۹۵ در یک همه‌پرسی عمومی تصویب شد. این قانون در ۲۴ اوت ۲۰۰۲ و ۱۸ مارس ۲۰۰۹ دچار اصطلاحاتی شد. این قانون بالاترین سند و نیروی قانونی در جمهوری آذربایجان است که در ۱۴۷ فصل ارائه شده است.  در ضمن قانون اساسی جمهوری آذربایجان توسط علاءالدین ملک اف به زبان فارسی ترجمه و با حمایت دانشکدۀ الهیات جمهوری آذربایجان منتشر گردیده است. 

## مقدمه
در مقدمه قانون اساسی برای رسیدن به سعادت و رفاه جمعی و فردی اهدافی ذکر شده است:
- حفاظت از حاکمیت ملی و تمامیت ارضی
- یک دموکراسی مبتنی بر قانون اساسی
- ایجاد یک جامعه مدنی
- یک دولت سکولار مبتنی بر حاکمیت قانون
- ایجاد سطع زندگی شایسته برای شهروندان و عدالت اقتصادی و اجتماعی
- رعایت ارزش‌های جهان‌شمول انسانی، صلح و همکاری‌های بین‌المللی